# Rullvaltjärnen
Rullvaltjärnen är en sjö i Åre kommun i Jämtland och ingår i Indalsälvens huvudavrinningsområde. Rullvaltjärnen ligger i Vålådalen Natura 2000-område.